# 城东街道 (泉州市)
城东街道是中华人民共和国福建省泉州市丰泽区下辖的一个街道。

## 行政区划
城东街道办事处驻黄林路99号。城东街道共辖10个社区，分别是：
东星社区、霞美社区、埭头社区、前头社区、浔美社区、庄任社区、金屿社区、凤屿社区、通源社区、通海社区。
1. ↑  正式批复！泉州丰泽区东海、城东、华大街道行政区划最新调整